# 把砒霜留給自己
《把砒霜留給自己》是一部2018年香港荒誕電視劇，改編自《那夜凌晨，我坐上了旺角開往大埔的紅VAN》作者Mr. Pizza的同名短篇小說集，並由其與劉翁主創和編劇，劉浩龍、陳漢娜、徐智勇、蘇皓兒等主演，MIRROR成員楊樂文和李駿傑特別演出，全劇共十集，每集均為一個不同主題的獨立故事。

## 演員

### 交易
- 劉浩龍 飾 韓老大
- 陳漢娜 飾 雯雯
- 高進 飾 手下阿威
- 李建邦 飾 Alex

### 花卉種植指南
- 蘇皓兒 飾 Tiffany
- 王智騫 飾 張樂
- 楊樂文 飾 Dave

### 睡房暗殺者
- 周祉君 飾 阿簡
- 薛國斌 飾 醫生
- 張殷慈 飾 美女護士
- 劉泉 飾 特工A
- 鄧禮迪 飾 特工B
- 陳澄騫 飾 政壇人物元秋
- 彭思穎 飾 美女助選員

### 洗碗
- 何浩源 飾 林生
- 袁綺雯 飾 林太
- 洪助昇 飾 李生
- 田宇軒 飾 輝仔
- 吳觀琳 飾 輝媽
- 張若錡 飾 神秘女子

### 修橋補路. 屍骸
- 劉浩龍 飾 彭老師
- 林子博 飾 王Sir
- 李駿傑 飾 發仔
- 吳志維 飾 阿樂
- 杜沚諾 飾 阿強
- 張丹蕾 飾 女記者Kit

### 水底三十尺
- 徐智勇 飾 何國強
- 鍾柏豪 飾 阿輝
- 洪助昇 飾 森仔
- 蘇宸褕 飾 大邦
- 鄭嘉欣 飾 阿怡
- 陳桂芬 飾 英姑

### 看雲的日子
- 蘇宸褕 飾 阿龍
- 蔡宛珊 飾 袁彩雲
- 熊倬樂 飾 街坊兒子

### 星期日早上
- 余潔滢 飾 Suki
- 蘇皓兒 飾 Miko
- 劉志偉 飾 Don
- 徐智勇 飾 榮Sir

### 豆花的故事
- 陳子豐 飾 康Sir
- 林慧韡 飾 廖偉亮
- 唐浩然 飾 家昇
- 李健宏 飾 咪哥
- 鄭健樂 飾 顏老闆
- 洪偉良 飾 陳生

### 十九號列車
- 黎學勤 飾 家全／副車長
- 梁嘉進 飾 老闆／車長

## 發行
《把砒霜留給自己》於2020年11月12日於hmvod上首播，並在2021年3月1日於Netflix上架，並在首個星期一度登上香港觀映排行榜的頭三位。

## 外部連結
- 互联网电影数据库（IMDb）上《把砒霜留給自己》的资料（英文）
- 豆瓣电影上《把砒霜留給自己》的資料 （简体中文）